# Ліно Марчіні
Ліно Марчіні (нім. Lino Martschini, нар. 21 січня 1993, Люцерн) — швейцарський хокеїст, правий нападник клубу НЛА «Цуг». Гравець збірної команди Швейцарії.

## Ігрова кар'єра
Хокейну кар'єру розпочав на батьківщині 2008 року виступами за команду «Цуг». Два сезони відіграв за юніорський клуб «Пітерборо Пітс» (ОХЛ) після чого повернувся на батьківщину.
У сезоні 2012/13 дебютував в основному складі клубу НЛ «Цуг». У 39-ти іграх набрав 30 очок. Наразі є основним гравцем команди «Цуг». 

## На рівні збірних
У складі юніорської збірної Швейцарії учасник чемпіонатів світу 2010 і 2011.
Був гравцем молодіжної збірної Швейцарії, у складі якої брав участь у 12 іграх.
У складі національної збірної Швейцарії учасник двох чемпіонатів світу 2016 та 2019. 

## Статистика

### Клубні виступи
| Сезон        | Клуб             | Ліга         | Регулярний сезон | Регулярний сезон | Регулярний сезон | Регулярний сезон | Регулярний сезон | Плей-оф | Плей-оф | Плей-оф | Плей-оф | Плей-оф |
| Сезон        | Клуб             | Ліга         | І                | Г                | П                | О                | ШХ               | І       | Г       | П       | О       | ШХ      |
| ------------ | ---------------- | ------------ | ---------------- | ---------------- | ---------------- | ---------------- | ---------------- | ------- | ------- | ------- | ------- | ------- |
| 2008–09      | «Цуг»            | Еліт Jr. A   | 3                | 0                | 0                | 0                | 0                | —       | —       | —       | —       | —       |
| 2009–10      | «Цуг»            | Еліт Jr. A   | 17               | 14               | 13               | 27               | 2                | 7       | 7       | 2       | 9       | 8       |
| 2010–11      | «Пітерборо Пітс» | ОХЛ          | 61               | 20               | 38               | 58               | 12               | —       | —       | —       | —       | —       |
| 2011–12      | «Пітерборо Пітс» | ОХЛ          | 63               | 21               | 35               | 56               | 8                | —       | —       | —       | —       | —       |
| 2012–13      | «Цуг»            | Еліт Jr. A   | 1                | 0                | 0                | 0                | 0                | —       | —       | —       | —       | —       |
| 2012–13      | «Цуг»            | НЛА          | 39               | 17               | 13               | 30               | 4                | 14      | 4       | 10      | 14      | 0       |
| 2013–14      | «Цуг»            | НЛА          | 50               | 15               | 12               | 27               | 2                | —       | —       | —       | —       | —       |
| 2014–15      | «Цуг»            | НЛА          | 50               | 23               | 24               | 47               | 2                | 6       | 1       | 4       | 5       | 0       |
| 2015–16      | «Цуг»            | НЛА          | 50               | 26               | 28               | 54               | 6                | 4       | 0       | 5       | 5       | 0       |
| 2016–17      | «Цуг»            | НЛА          | 50               | 23               | 26               | 49               | 6                | 16      | 1       | 9       | 10      | 4       |
| 2017–18      | «Цуг»            | НЛА          | 46               | 15               | 17               | 32               | 6                | 5       | 1       | 1       | 2       | 6       |
| 2018–19      | «Цуг»            | НЛА          | 50               | 22               | 22               | 44               | 6                | 14      | 7       | 10      | 17      | 0       |
| 2019–20      | «Цуг»            | НЛА          | 49               | 10               | 26               | 36               | 2                | —       | —       | —       | —       | —       |
| 2020–21      | «Цуг»            | НЛА          | 49               | 7                | 27               | 34               | 12               | 13      | 5       | 4       | 9       | 0       |
| 2021–22      | «Цуг»            | НЛА          | 36               | 14               | 15               | 29               | 4                | —       | —       | —       | —       | —       |
| 2022–23      | «Цуг»            | НЛА          | 52               | 18               | 25               | 43               | 14               | 11      | 5       | 1       | 6       | 2       |
| 2023–24      | «Цуг»            | НЛА          | 52               | 22               | 19               | 41               | 12               | 11      | 2       | 7       | 9       | 2       |
| 2024–25      | «Цуг»            | НЛА          | 47               | 18               | 26               | 44               | 4                | 4       | 0       | 0       | 0       | 0       |
| Усього в НЛА | Усього в НЛА     | Усього в НЛА | 620              | 230              | 280              | 510              | 80               | 104     | 26      | 53      | 79      | 18      |

### Збірна
| Рік                | Команда            | Турнір             | Місце              | І  | Г | П  | О  | ШХ |
| ------------------ | ------------------ | ------------------ | ------------------ | -- | - | -- | -- | -- |
| 2010               | Швейцарія          | ЮЧС18              | 5-е                | 6  | 1 | 2  | 3  | 2  |
| 2011               | Швейцарія          | ЮЧС18              | 7-е                | 6  | 2 | 4  | 6  | 0  |
| 2012               | Швейцарія          | МЧС                | 8-е                | 6  | 0 | 1  | 1  | 0  |
| 2013               | Швейцарія          | МЧС                | 6-е                | 6  | 1 | 5  | 6  | 0  |
| 2016               | Швейцарія          | ЧС                 | 11-е               | 4  | 0 | 1  | 1  | 0  |
| 2019               | Швейцарія          | ЧС                 | 8-е                | 8  | 1 | 6  | 7  | 0  |
| Молодіжна збірна   | Молодіжна збірна   | Молодіжна збірна   | Молодіжна збірна   | 24 | 4 | 12 | 16 | 2  |
| Національна збірна | Національна збірна | Національна збірна | Національна збірна | 12 | 1 | 7  | 8  | 0  |